# Richard Olney (écrivain)
 (juillet 2017).
Si vous disposez d'ouvrages ou d'articles de référence ou si vous connaissez des sites web de qualité traitant du thème abordé ici, merci de compléter l'article en donnant les références utiles à sa vérifiabilité et en les liant à la section « Notes et références ».
Pour les articles homonymes, voir Olney.
Cet article concerne le peintre, cuisinier et écrivain culinaire américain. Pour l'homme d'État américain, voir Richard Olney.
Richard Olney, le 12 avril 1927 à Marathon, dans l'Iowa, aux États-Unis et mort le 3 août 1999 à Solliès-Toucas, en France, est un peintre, cuisinier, et écrivain culinaire américain, connu pour ses livres sur la cuisine et les vins de France.

## Biographie
Richard Olney est né à Marathon, dans l'Iowa, aux États-Unis le 12 avril 1927. Il s'est installé en France en 1951, d'abord à Paris, où il s'est lié d'amitié avec plusieurs expatriés américain et anglais, qu'il a notamment peint, comme l'écrivain James Baldwin, le cinéaste Kenneth Anger, le peintre John Craxton, le poète John Ashbery et le compositeur Ned Rorem. Il s'installe plus tard dans une maison située au-dessus du village de Solliès-Toucas, en Provence. Il y a écrit de nombreux livres sur la cuisine française et les vins de France. 
Sa connaissance approfondie de la cuisine française et des vins lui a permis d'assurer pendant une dizaine d'années une chronique intitulée « Un Américain (gourmand) à Paris » pour le magazine Cuisine et Vins de France à partir de 1962. Avec la parution de son livre The French Menu Cookbook en 1970, son approche alors novatrice des menus saisonniers et son attention particulière aux appariements de vin ont commencé à susciter l'intérêt en Grande-Bretagne et en Amérique. Si bien que quand il publie Simple French Food en 1974 il est devenu un des écrivains culinaires de langue anglaise les plus importants de l'époque avec un impact significatif sur la nouvelle cuisine et la cuisine californienne. James Beard (en) fut un de ses mentors américains, et Olney, au milieu de sa carrière, a enseigné une série de cours de cuisine dans l'appartement de Beard à West Village. Malgré cela, Olney, dans ses mémoires, présente une image mitigée de Beard.
Alice Waters, du restaurant Chez Panisse à Berkeley, en Californie, et Kermit Lynch, célèbre marchand de vins de Berkeley, étaient tous deux des disciples. Kermit Lynch et son ami Aubert de Villaine ont été régulièrement invités chez lui à Solliès-Toucas. Il a présenté Waters et Lynch à de nombreux vignerons français, y compris à Lucien et Lulu Peyraud, du Domaine Tempier, qui rétablissaient alors l'AOC de Bandol comme appellation de premier rang. Richard Olney consacre en 1994 un livre entier à la cuisine de Lulu Peyraud : Lulu's Provencal Table: The Exuberant Food and Wine from the Domaine Tempier Vineyard qui est préfacé par Alice Waters. Il a également invité en Provence sa consœur Elizabeth David.
De 1977 à 1982, Olney a édité la série de livres en 28 volumes The Good Cook chez Time-Life. Au moment de sa mort le 3 août 1999, à la suite d'une insuffisance cardiaque, en plus de la série de Time-Life, il avait écrit un certain nombre de livres considérés par la critique comme brillants et poétiques sur la cuisine et le vin, notamment deux livres d'art remarquables sur des domaines viticoles majeurs : Yquem et Romanée Conti. 
Richard Olney est mort à 72 ans à Solliès-Toucas, en France. Son dernier livre, ses mémoires et souvenirs, Reflexions, a été publié à titre posthume par Brick Tower Press. 
Au début de l'année 2010, les membres du panel « The Observer Food » (The Guardian), un groupe de chefs, de cuisiniers, de critiques gastronomiques, et de restaurateurs a élu le livre The French Menu Cookbook de Richard Olney comme « le meilleur livre de cuisine jamais publié » (« The Best Cookbook Ever »), tout en déplorant qu'il était très difficile à trouver. Depuis, le livre a été réimprimé.

## Ouvrages
- The French Menu Cookbook: The Food and Wine of France—Season by Delicious Season—in Beautifully Composed Menus for American Dining and Entertaining by an American Living in Paris and Provence (1970),  (ISBN 0-671-20365-7)
- Simple French Food (1974),  (ISBN 0-689-10575-4)
- Yquem (1986),  (ISBN 0-87923-644-2)
- Ten Vineyard Lunches (1988) (réimprimé ultérieurement sous le titre Richard Olney's French Wine & Food: A Wine Lover's Cookbook (1997))  (ISBN 0-940793-23-7)
- Provence, the Beautiful Cookbook: Authentic Recipes from the Regions of Provence (1993),  (ISBN 0-00-255154-3)
- Lulu's Provençal Table: The Exuberant Food and Wine from Domaine Tempier Vineyard (1994),  (ISBN 0-06-016922-2). Première édition en 1994 chez HarperCollins Publishers, New York, deuxième édition en 2002 chez Ten Speed Press, Berkeley, troisième édition en 2013, chez Grub Street, London.
- Romanée Conti: The World's Most Fabled Wine (1995),  (ISBN 0-8478-1927-2)
- Cooking for Two (1996),  (ISBN 0-297-83650-1)
- The Good Cook's Encyclopedia (1997),  (ISBN 1-899988-95-5) (ed.)
- Richard Olney's French Wine and Food: A Wine Lover's Cookbook (1997),  (ISBN 1-56656-226-0)
- Reflexions (1999), Brick Tower Press, 416 pages,  (ISBN 1-883283-20-5)
- Mentionné dans l'anthologie : American Food Writing: An Anthology with Classic Recipes, ed. Molly O'Neill (Library of America, 2007),  (ISBN 1-59853-005-4)